# Релваду
Релваду (порт. Relvado) — муниципалитет в Бразилии, входит в штат Риу-Гранди-ду-Сул. Составная часть мезорегиона Восточно-центральная часть штата Риу-Гранди-ду-Сул. Входит в экономико-статистический микрорегион Лажеаду-Эстрела. Население составляет 1954 человека на 2006 год. Занимает площадь 108,508 км². Плотность населения — 19,2 чел./км².
Праздник города — 9 мая.

## История
Город основан 5 сентября 1988 года.

## Статистика
- Валовой внутренний продукт на 2006 составляет 23 945 740,40 реалов (данные: Бразильский институт географии и статистики).
- Валовой внутренний продукт на душу населения на 2006 составляет 12 254,73 реалов (данные: Бразильский институт географии и статистики).
- Индекс развития человеческого потенциала на 2000 составляет 0,778 (данные: Программа развития ООН).

## География
Климат местности: субтропический.